# Bataille du golfe de Vella
Seconde Guerre mondiale - Pacifique
Batailles
Terrestres : 
- Invasion de Tulagi
- Guadalcanal
- Opération Ke
- Nouvelle-Géorgie
- Vella Lavella
- Îles du Trésor
- Choiseul
- Bougainville
- Îles Green

Navales :
- Détroit de Blackett
- I-Go
- Bataille du golfe de Kula
- Kolombangara
- Golfe de Vella
- Vella Lavella (navale)
- Baie de l'Impératrice Augusta
- Horaniu
- Cap Saint-George

La bataille du golfe de Vella est une bataille navale de la guerre dans le Pacifique pendant la Seconde Guerre mondiale, qui a eu lieu nuit du 6 au 7 août 1943  entre la Marine impériale japonaise et la marine américaine. La bataille, qui s'insère dans le cadre de la campagne des îles Salomon, a eu lieu dans le golfe de Vella au large de l'île de Kolombangara.

## Bataille
Des destroyers japonais du Tokyo Express empruntaient régulièrement le détroit de Nouvelle-Géorgie pour approvisionner la base de Vila sur Kolombangara. Les 19 et 22 juillet et le 1er août, des approvisionnements s'étaient faits sans coup férir.  Le soir du 6 août, un Task Group commandé par le capitaine Frederick Moosbrugger et formé de six destroyers repéra par radar un groupe de quatre destroyers japonais. Suivant les leçons de la bataille de Tassafaronga, les Américains n'ouvrirent pas le feu avec leurs batteries d'artillerie navale, mais se contentèrent de lancer leurs torpilles. Les quatre destroyers japonais furent touchés. Les Hagikaze, Arashi et Kawakaze, gravement endommagés, furent ensuite coulés par les batteries des destroyers américains, tandis que le Shigure, très légèrement endommagé par une torpille qui avait fait long feu, s'échappait dans la nuit. 1 210 marins japonais perdirent la vie dans la bataille, tandis que 300 réussissaient à atteindre Vella Lavella et furent transférés plus tard à Kolombangara.